# A Soldier's Plaything
A Soldier’s Plaything è un film statunitense del 1930, diretto da Michael Curtiz.

## Trama
Tim, convinto dalla propaganda dell’Esercito della salvezza, si arruola e parte per la guerra. Il suo amico George, convinto di aver ucciso, per quanto non volontariamente, Hank, che lo accusava di barare alle carte, decide che è meglio lasciare il paese e segue Tim verso Europa.
Al loro arrivo sui campi di battaglia belgi, tuttavia, viene proclamato l’armistizio. I due amici si lasciano coinvolgere in una serie di avventure che valgono loro le continue reprimenda dei loro superiori, per cui si trovano sempre, per punizione, a pulire le stalle e badare ai cavalli.
A Coblenza giunge loro la notizia che le truppe sono pronte per tornare in patria: George, tuttavia, che ha conosciuto la bella Gretchen, che vuole sposare, è colto da angoscia pensando all’omicidio che grava sulle sue spalle.
Quando Hank, più vivo che mai, appare, come autista dell’esercito, George e Tim sono immensamente sollevati e fanno ritorno, insieme a Gretchen.